# No Coração do Mar
No Coração do Mar (título original: In the Heart of the Sea: The Tragedy of the Whaleship Essex) é um livro do historiador americano Nathaniel Philbrick, no qual ele narra em detalhes a tragédia do navio baleeiro Essex que, em 1820, perseguiu uma baleia Cachalote no Pacífico, vindo a afundar. A obra descreve a viagem, o acidente e os desdobramentos, especialmente no que diz respeito ao destino dos tripulantes, que tentaram sobreviver em botes. 
A história serviu de inspiração para o filme No Coração do Mar, lançado em no final de 2014.
O livro venceu o National Book Award de 2000 na categoria não-ficção.

## Influência
A História contada no Livro serviu de base para outras histórias, como a ficção de Herman Melville, Moby Dick.